# It Fryske Gea
Vereniging It Fryske Gea (nederlandsk: Het Friese Landschap; dansk: Det Frisiske Landskab) er provinsmyndigheden for naturbevarelse i provinsen Frisland (Friesland), et af de tolv provinsielle landskaber i Nederlandene. I modsætning til alle andre provinsielle naturbeskyttelsesorganisationer er It Fryske Gea en forening etableret 22. februar 1930 med over 28.000 medlemmer. Det Fryske Gea er tilknyttet paraplyorganisationen LandschappenNL. Det første naturreservat, som It Fryske Gea fik i sin besiddelse, var Landweer nær Allardsoog. It Fryske Gea beskytter og forvalter natur og kulturarv i provinsen Friesland. Naturforeningen forvalter mere end 50 forskellige naturområder med et samlet areal på mere end 20.000 hektar spredt over Friesland.

## Liste af naturbeskyttelsesområder van It Fryske Gea
| - Aeltsjemar - Alde Feanen - Bancopolder - Bekhofschaans - Bjirmen - Blauhúster Puollen - Bocht fan Molkwar - Botmar - Bouwepet - Buismans Einekoai - Bûtenfjild - Van Coehoornbosk - Delleboersterheide - Diakonievene - Dobbe Stienser Aldlân - Dobben Hurdegarypsterwarren - Dunegeaster- en Follegeasterpolder - Dyksfearten - Eanjumerkolken en Van Asperen einekoaien - Easterskar - Einekoai Piaam - Einekoaien Lytse Geast en Ketelermar - Fluezen - Grikelân en Turkije | - Grutte Wielen - Huitebuersterbûtenpolder - Joadetsjerkhof Teakesyl - Jodekarkhof Noordwolde - Kapellepôle - De Hon - Ketliker Skar - Kobbelân - Lendevallei - Liphústerheide - Makkumersúdmar - Makkumerwaarden - Mandefjild Bakkefean - Martenastate - Meulebos - Meulereed - Mokkebank - Mûntsebuorsterpolder - Noard-Fryslân Bûtendyks - Het Oerd - Ottema Wiersma reservaat - Park Huize Olterterp - Park Jongemastate - Peazemerlannen | - Petgatten de Feanhoop - Polders Koarnwert - Ringwiel en Hop - Rysterbosk - De Ryp - Schaopedobbe - Sippen-finnen - Skiedingsboskje - Slachtedyk - Steile Bank - Stokersdobbe - Sudermarpolder - Syp Set - Taconisbosk - Tsjongerwâlen - Teroelster Sipen - Unlân fan Jelsma - Warkumermar - Warkumerwaard - 't West - Wilhelmina-oard - Ychtenerfeanpolder |